# فال معصومیت
«فال معصومیت» (به انگلیسی: Auguries of Innocence) شعری از ویلیام بلیک است که در دفترچهٔ یادداشت او به نامِ «نسخه پیکرینگ» (Pickering Manuscript) سروده شده است. گمان می‌رود که این کتاب در سال ۱۸۰۳ نوشته شده باشد، اما تا سالِ ۱۸۶۳ در مجلدی همراه با زندگینامهٔ بلیک نوشتهٔ الکساندر گیلچریست، منتشر نشده بود. این شعر شامل مجموعه‌ای از طباق‌ها است که از «معصومیت» در کنار «شر» و «فساد» سخن می‌گوید. این اثر شاملِ ۱۳۲ سطر است و با و بدونِ وقفه‌هایی که آن را به بندهایی تقسیم می‌کنند، منتشر شده است.
شعر اینگونه آغاز می‌شود:
To see a World in a Grain of Sand

And a Heaven in a Wild Flower

Hold Infinity in the palm of your hand

And Eternity in an hour
— خطوط ۴–۱
با مصارعی اخلاقی ادامه می‌دهد:
A Robin Red breast in a Cage

Puts all Heaven in a Rage
— خطوط ۶–۵
و:
The wanton Boy that kills the Fly

Shall feel the Spiders enmity
— خطوط ۳۴–۳۳